# 科尔林根
科尔林根是德国莱茵兰-普法尔茨州的一个市镇。总面积2.08平方公里，总人口781人，其中男性398人，女性383人（2011年12月31日），人口密度375人/平方公里。